# Мінла карміновокрила

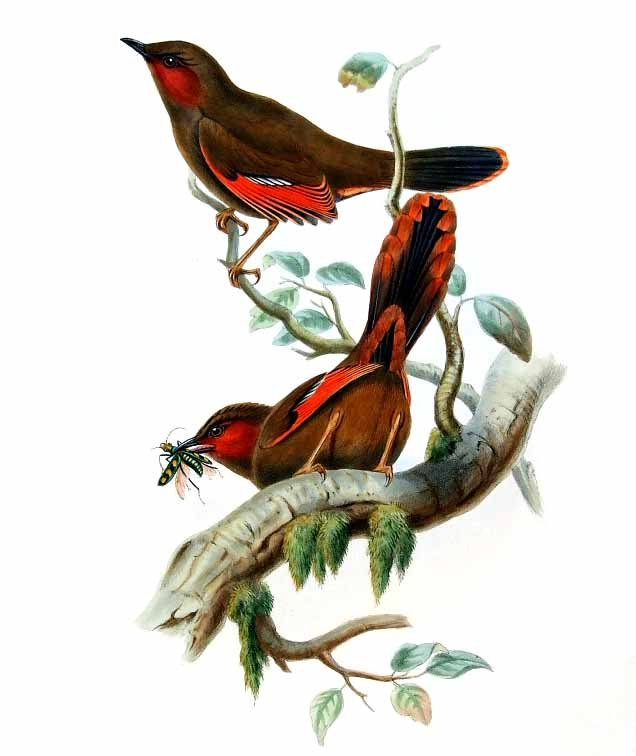
Карміновокрилі мінли

Мі́нла карміновокрила (Liocichla phoenicea) — вид горобцеподібних птахів родини Leiothrichidae. Мешкає в Гімалаях і Південно-Східній Азії.

## Підвиди
Виділяють два підвиди:
- L. p. phoenicea (Gould, 1837) — східні Гімалаї і південно-західний Китай;
- L. p. bakeri (Hartert, E, 1908) — південний Ассам, північно-західна М'янма і південно-західний Китай.

Сіроголова мінла раніше вважалася конспецифічною з карміновокрилою мінлою.

## Поширення і екологія
Карміновокрилі мінли мешкають в Індії, Непалі, Бутані, М'янмі, Бангладеш і Китаї. Вони живуть у вологих гірських тропічних лісах, у високогірних чагарникових заростях і на гірських луках. Зустрічаються на висоті від 1200 до 2000 м над рівнем моря.